# Singoli al numero uno nella Billboard Hot 100 nel 2007

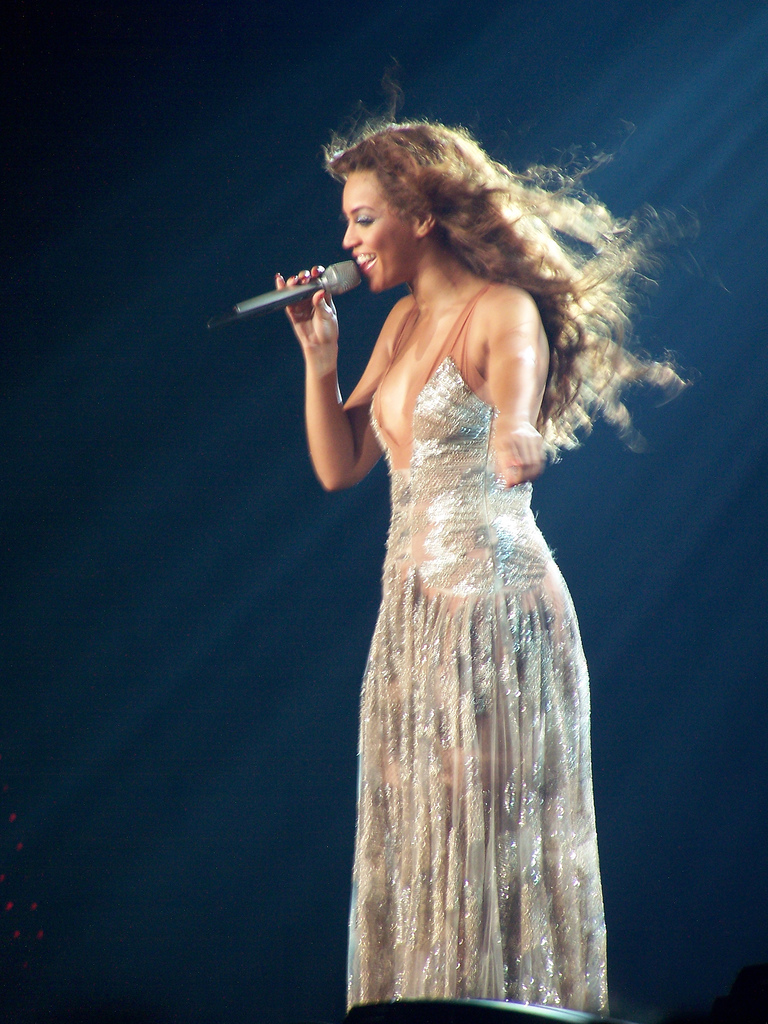
Irreplaceable, della cantante Beyoncé, è stato il singolo di maggior successo del 2007, regnando per un totale di 10 settimane consecutive (3 nel 2006 e 7 nel 2007).

Di seguito è proposta la lista dei singoli al numero uno nella Billboard Hot 100 nel 2007.
La Billboard Hot 100 è una classifica dei singoli più venduti negli Stati Uniti d'America redatta dal magazine Billboard e stilata sulla base dei dati di vendita calcolati non solo sugli album venduti "fisicamente", ma anche sulle vendite digitali e sui passaggi in radio.
Dura il 2007 sono state 17 le canzoni che hanno raggiunto la vetta della classifica. A queste si aggiunge Irreplaceable, della cantante americana Beyoncé, che aveva iniziato il suo dominio nel dicembre 2006 ed è rimasta in prima posizione per 10 settimane consecutive fino a fine febbraio 2007.
Durante l'anno otto artisti hanno ottenuto la loro prima numero uno negli Stati Uniti, ovvero: Mims, Avril Lavigne,  Maroon 5, T-Pain, Yung Joc, Plain White T's, Sean Kingston e Soulja Boy Tell 'Em. Il cantante e produttore Timbaland ha ottenuto la sua prima numero uno come artista principale, con Give It to Me. In precedenza aveva già ottenuto una numero uno come featuring in Promiscuous della cantante canadese Nelly Furtado. T-Pain, Justin Timberlake, Nelly Furtado e Fergie sono gli unici artisti che hanno ottenuto più di una numero uno durante il 2007, con due ciascuno.
Nel 2007 tre canzoni si sono equiparate per il numero di settimane spese in prima posizione: Irreplaceable di Beyoncé, Umbrella di Rihanna e Crank That (Soulja Boy) di Soulja Boy Tell 'Em, tutte e tre rimaste in vetta per 7 settimane durante l'anno solare. In considerazione del fatto che  Irreplaceable raggiunse la prima posizione nel dicembre 2006, Billboard la considera come la canzone con il maggior numero di settimane spese in vetta alla Hot 100 del 2006. Per questo motivo Umbrella e Crank That (Soulja Boy) sono le numero uno con più lunga permanenza alla prima posizione del 2007. No One, della cantante Alicia Keys, è un altro singolo duraturo degno di nota, avendo passato 5 settimane consecutive in vetta alla Hot 100.
Irreplaceable è stato il singolo di maggior successo del 2007, raggiungendo anche la prima posizione della classifica di fine anno Billboard Year-End Hot 100.

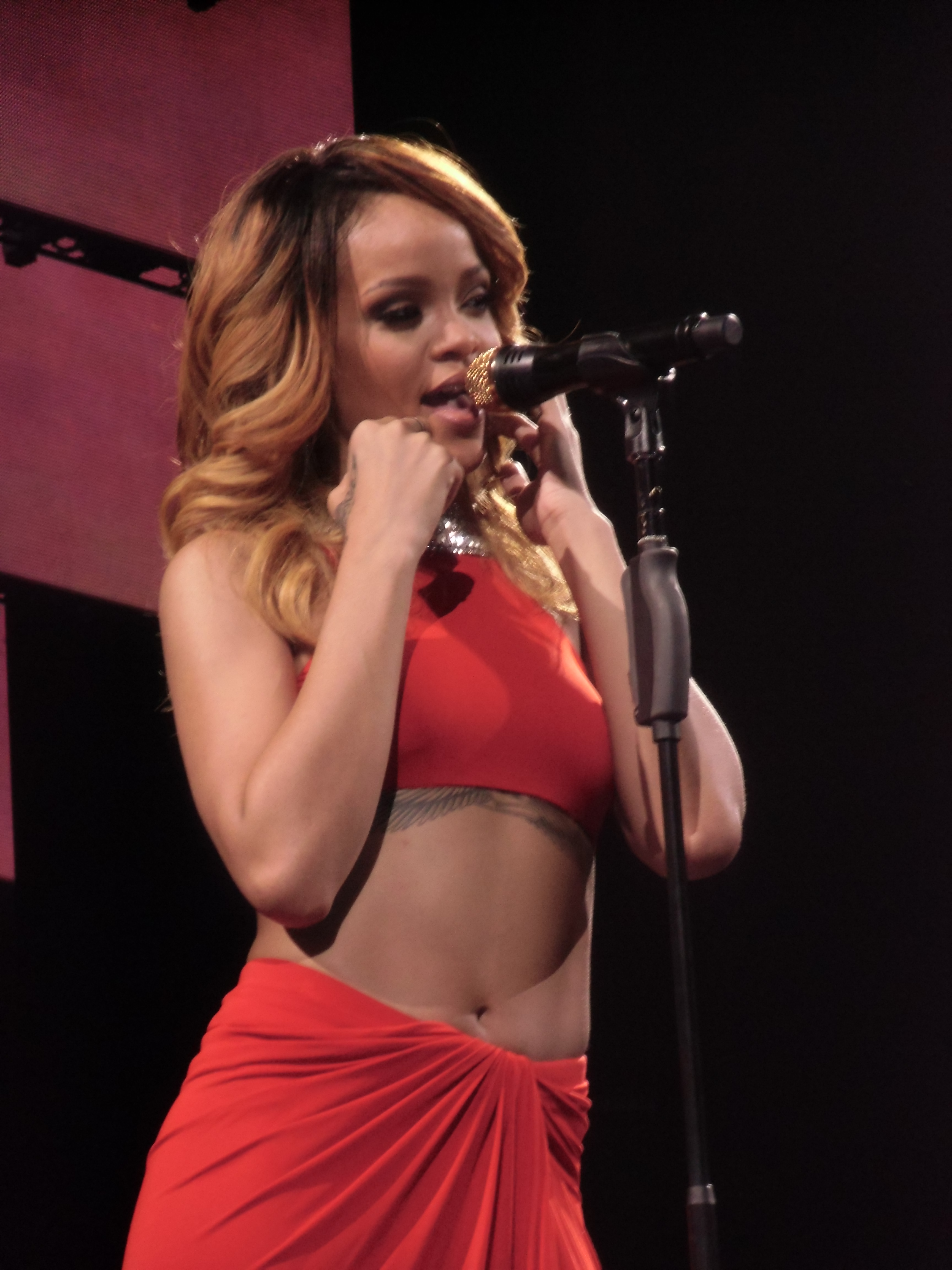
Umbrella, della cantante barbadiana Rihanna, è rimasta in vetta alla Hot 100 per 7 settimane consecutive diventando, insieme a Crank That (Soulja Boy), la canzone con la più lunga permanenza in prima posizione del 2007.

Tra gli altri risultati importanti ottenuti durante l'anno, Makes Me Wonder della band Maroon 5, ha compiuto un passaggio di 63 posizioni, saltando dalla 64 direttamente alla prima posizione.

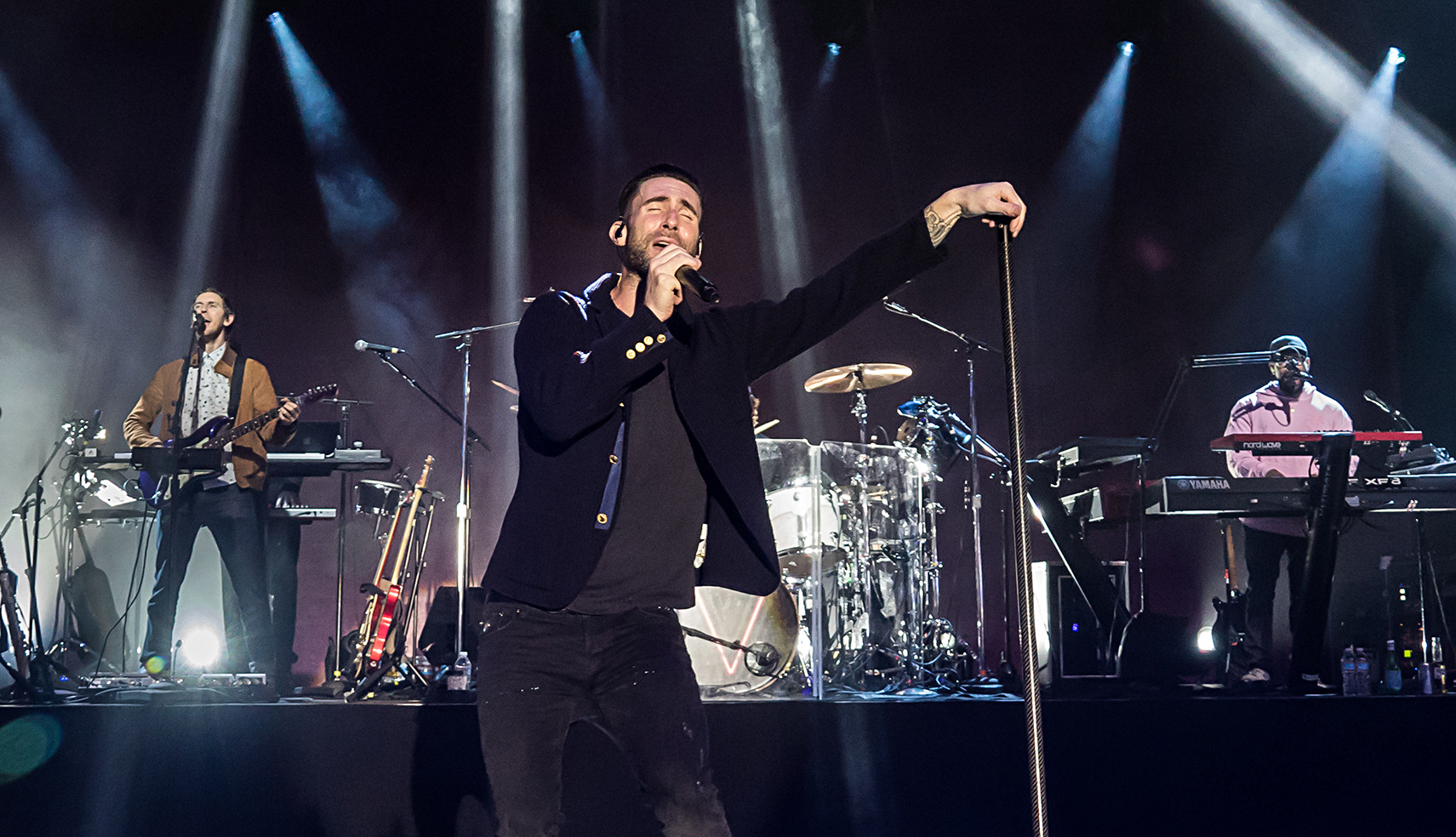
Makes Me Wonder, dei Maroon 5, è ricordato per il suo salto dalla 64 alla prima posizione della Hot 100.

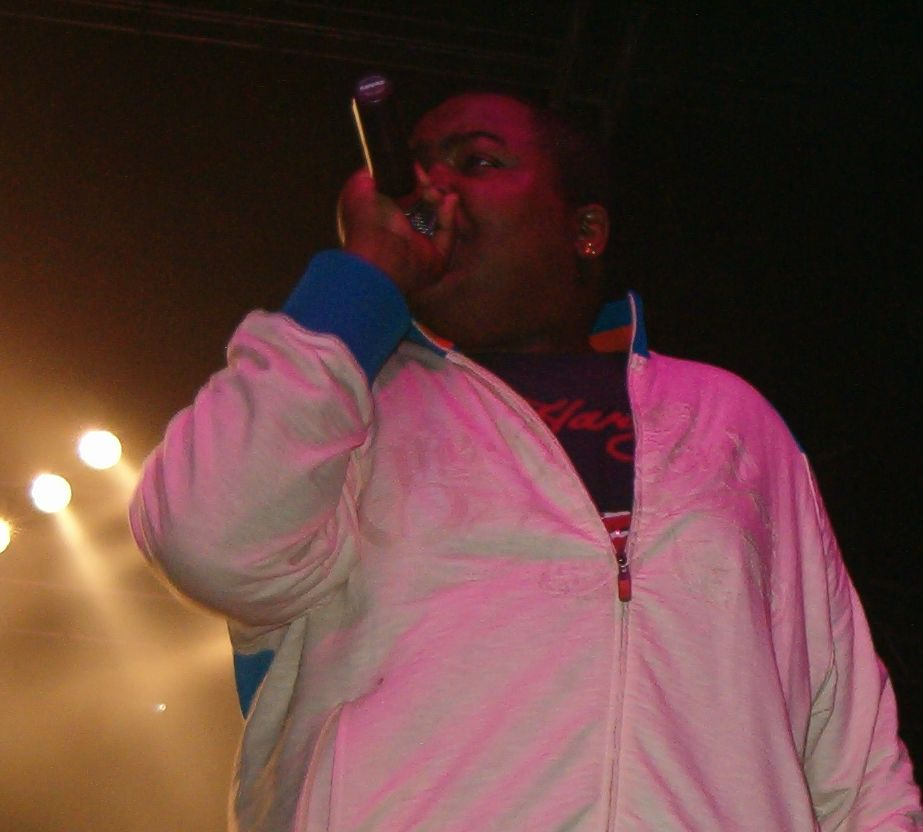
Sean Kingston ha ottenuto la sua prima numero uno nella Hot 100, con Beautiful Girls, che ha regnato per 4 settimane consecutive.

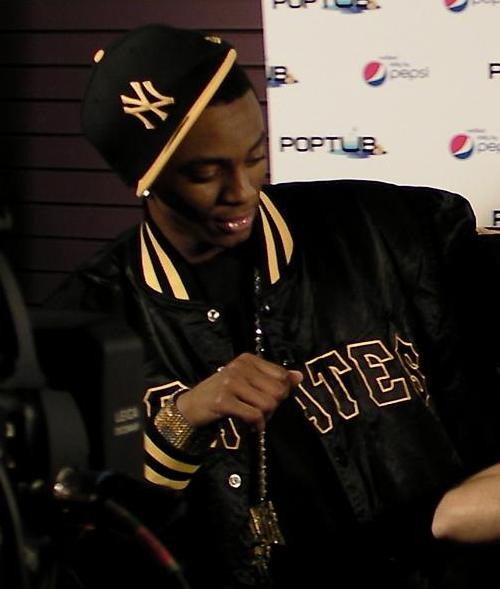
Crank That (Soulja Boy), del rapper Soulja Boy, è rimasta in prima posizione per 7 settimane consecutive.

## Hot 100
| † | Indica la canzone con le migliori prestazioni del 2007 |

| Data         | Brano                           | Artista                                               | Totale settimane al numero uno | Fonti  |
| ------------ | ------------------------------- | ----------------------------------------------------- | ------------------------------ | ------ |
| 6 gennaio    | Irreplaceable †                 | Beyoncé                                               | 10                             | [ 8 ]  |
| 13 gennaio   | Irreplaceable †                 | Beyoncé                                               | 10                             | [ 9 ]  |
| 20 gennaio   | Irreplaceable †                 | Beyoncé                                               | 10                             | [ 10 ] |
| 27 gennaio   | Irreplaceable †                 | Beyoncé                                               | 10                             | [ 11 ] |
| 3 febbraio   | Irreplaceable †                 | Beyoncé                                               | 10                             | [ 12 ] |
| 10 febbraio  | Irreplaceable †                 | Beyoncé                                               | 10                             | [ 13 ] |
| 17 febbraio  | Irreplaceable †                 | Beyoncé                                               | 10                             | [ 14 ] |
| 24 febbraio  | Say It Right                    | Nelly Furtado                                         | 1                              | [ 15 ] |
| 3 marzo      | What Goes Around...Comes Around | Justin Timberlake                                     | 1                              | [ 16 ] |
| 10 marzo     | This Is Why I'm Hot             | Mims                                                  | 2                              | [ 17 ] |
| 17 marzo     | This Is Why I'm Hot             | Mims                                                  | 2                              | [ 18 ] |
| 24 marzo     | Glamorous                       | Fergie featuring Ludacris                             | 2                              | [ 19 ] |
| 31 marzo     | Glamorous                       | Fergie featuring Ludacris                             | 2                              | [ 20 ] |
| 7 aprile     | Don't Matter                    | Akon                                                  | 2                              | [ 21 ] |
| 14 aprile    | Don't Matter                    | Akon                                                  | 2                              | [ 22 ] |
| 21 aprile    | Give It to Me                   | Timbaland featuring Nelly Furtado e Justin Timberlake | 2                              | [ 23 ] |
| 28 aprile    | Give It to Me                   | Timbaland featuring Nelly Furtado e Justin Timberlake | 2                              | [ 24 ] |
| 5 maggio     | Girlfriend                      | Avril Lavigne                                         | 1                              | [ 25 ] |
| 12 maggio    | Makes Me Wonder                 | Maroon 5                                              | 3                              | [ 26 ] |
| 19 maggio    | Makes Me Wonder                 | Maroon 5                                              | 3                              | [ 27 ] |
| 26 maggio    | Buy U a Drank (Shawty Snappin') | T-Pain featuring Yung Joc                             | 1                              | [ 28 ] |
| 2 giugno     | Makes Me Wonder                 | Maroon 5                                              | 3                              | [ 29 ] |
| 9 giugno     | Umbrella                        | Rihanna featuring Jay-Z                               | 7                              | [ 30 ] |
| 16 giugno    | Umbrella                        | Rihanna featuring Jay-Z                               | 7                              | [ 31 ] |
| 23 giugno    | Umbrella                        | Rihanna featuring Jay-Z                               | 7                              | [ 32 ] |
| 30 giugno    | Umbrella                        | Rihanna featuring Jay-Z                               | 7                              | [ 33 ] |
| 7 luglio     | Umbrella                        | Rihanna featuring Jay-Z                               | 7                              | [ 34 ] |
| 14 luglio    | Umbrella                        | Rihanna featuring Jay-Z                               | 7                              | [ 35 ] |
| 21 luglio    | Umbrella                        | Rihanna featuring Jay-Z                               | 7                              | [ 36 ] |
| 28 luglio    | Hey There Delilah               | Plain White T's                                       | 2                              | [ 37 ] |
| 4 agosto     | Hey There Delilah               | Plain White T's                                       | 2                              | [ 38 ] |
| 11 agosto    | Beautiful Girls                 | Sean Kingston                                         | 4                              | [ 39 ] |
| 18 agosto    | Beautiful Girls                 | Sean Kingston                                         | 4                              | [ 40 ] |
| 25 agosto    | Beautiful Girls                 | Sean Kingston                                         | 4                              | [ 41 ] |
| 1º settembre | Beautiful Girls                 | Sean Kingston                                         | 4                              | [ 42 ] |
| 8 settembre  | Big Girls Don't Cry             | Fergie                                                | 1                              | [ 43 ] |
| 15 settembre | Crank That (Soulja Boy)         | Soulja Boy Tell 'Em                                   | 7                              | [ 44 ] |
| 22 settembre | Crank That (Soulja Boy)         | Soulja Boy Tell 'Em                                   | 7                              | [ 45 ] |
| 29 settembre | Stronger                        | Kanye West                                            | 1                              | [ 46 ] |
| 6 ottobre    | Crank That (Soulja Boy)         | Soulja Boy Tell 'Em                                   | 7                              | [ 47 ] |
| 13 ottobre   | Crank That (Soulja Boy)         | Soulja Boy Tell 'Em                                   | 7                              | [ 48 ] |
| 20 ottobre   | Crank That (Soulja Boy)         | Soulja Boy Tell 'Em                                   | 7                              | [ 49 ] |
| 27 ottobre   | Crank That (Soulja Boy)         | Soulja Boy Tell 'Em                                   | 7                              | [ 50 ] |
| 3 novembre   | Crank That (Soulja Boy)         | Soulja Boy Tell 'Em                                   | 7                              | [ 51 ] |
| 10 novembre  | Kiss Kiss                       | Chris Brown featuring T-Pain                          | 3                              | [ 52 ] |
| 17 novembre  | Kiss Kiss                       | Chris Brown featuring T-Pain                          | 3                              | [ 53 ] |
| 24 novembre  | Kiss Kiss                       | Chris Brown featuring T-Pain                          | 3                              | [ 54 ] |
| 1º dicembre  | No One                          | Alicia Keys                                           | 5                              | [ 55 ] |
| 8 dicembre   | No One                          | Alicia Keys                                           | 5                              | [ 56 ] |
| 15 dicembre  | No One                          | Alicia Keys                                           | 5                              | [ 57 ] |
| 22 dicembre  | No One                          | Alicia Keys                                           | 5                              | [ 58 ] |
| 29 dicembre  | No One                          | Alicia Keys                                           | 5                              | [ 59 ] |

Note:
1. ↑  Ha raggiunto il numero uno anche nel 2006

## Riferimenti
- Billboard
- Billboard Hot 100